# 奧索戈沃山脈
42°9′30″N 22°31′0″E / 42.15833°N 22.51667°E

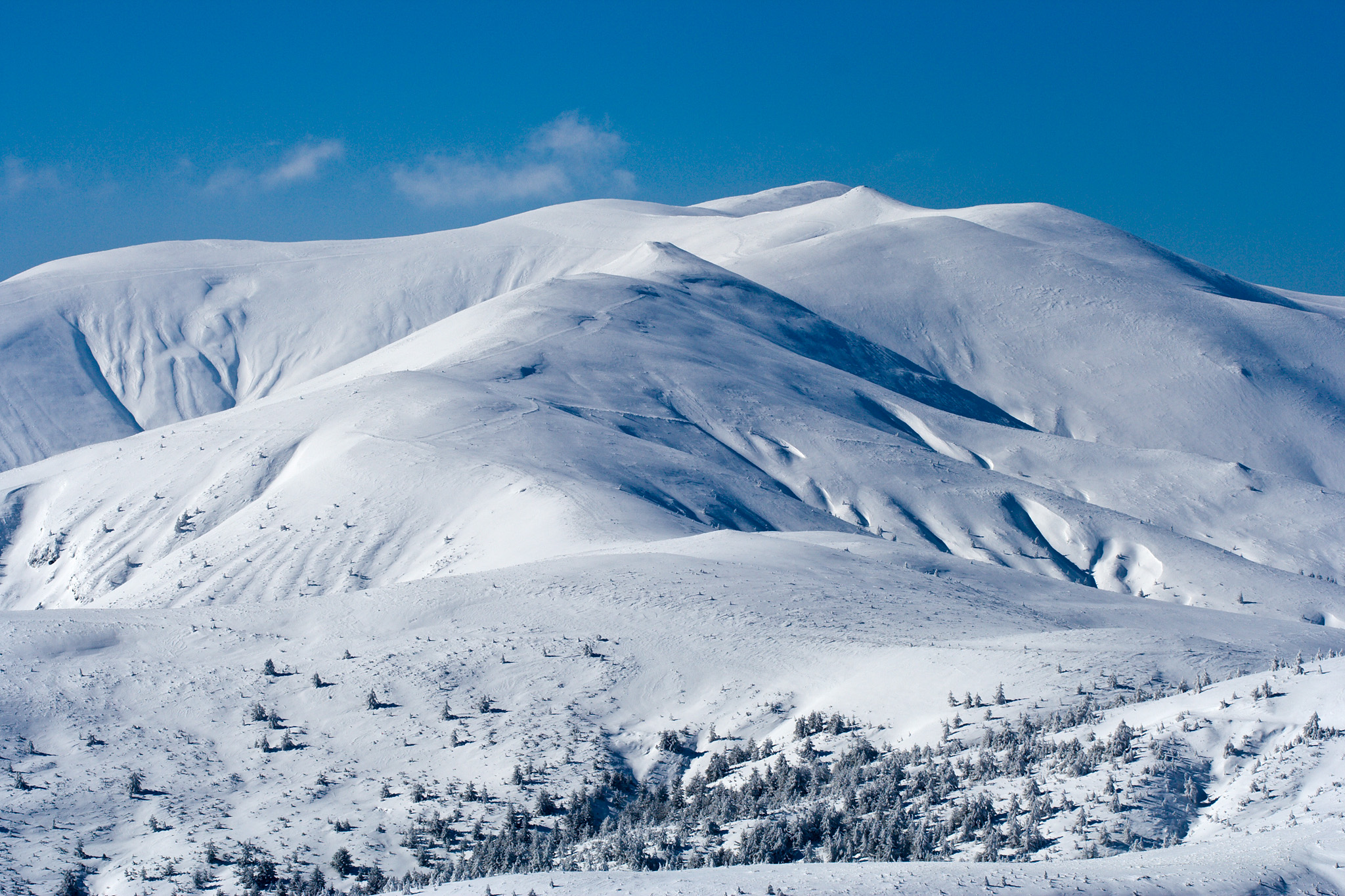

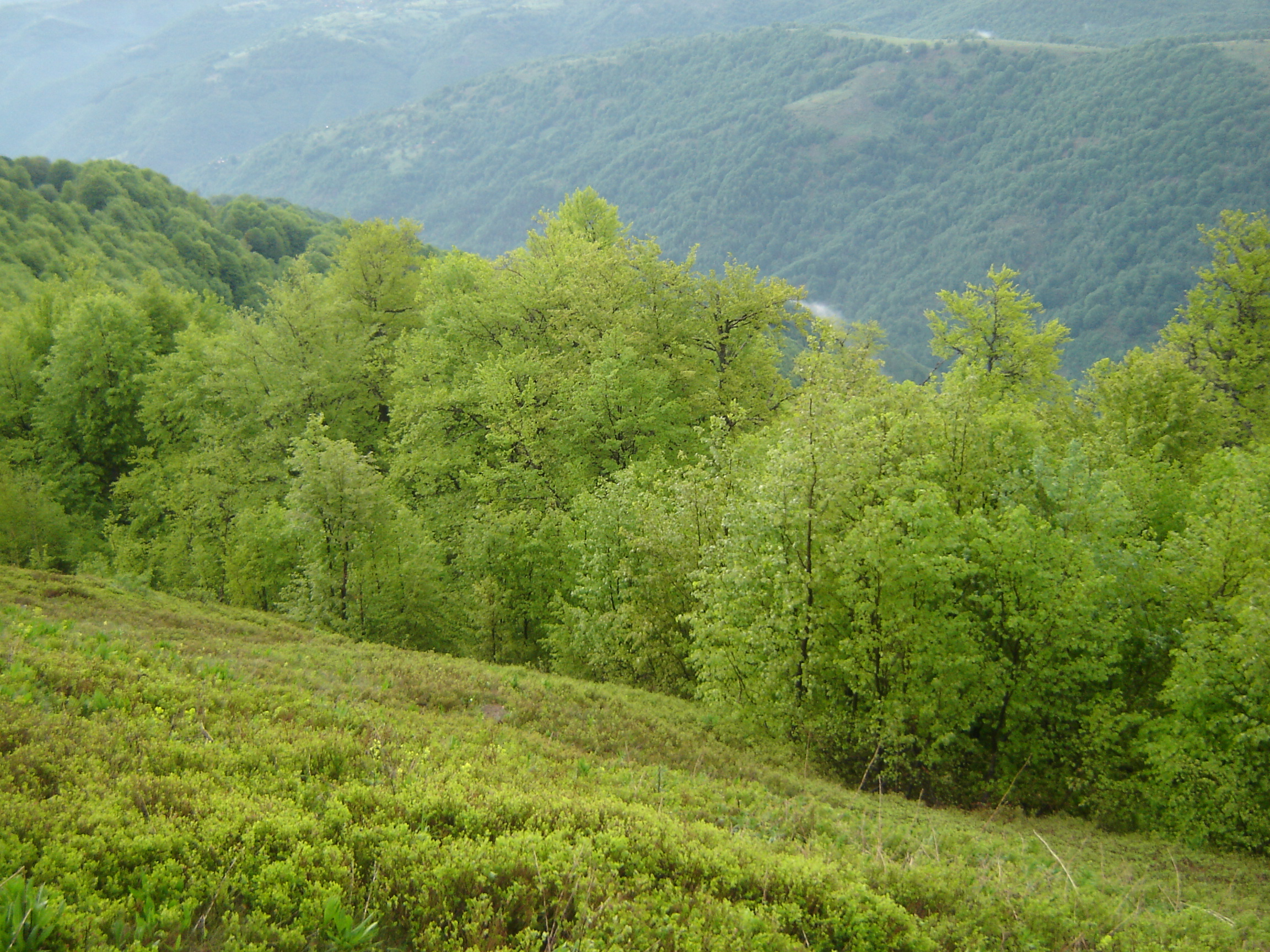

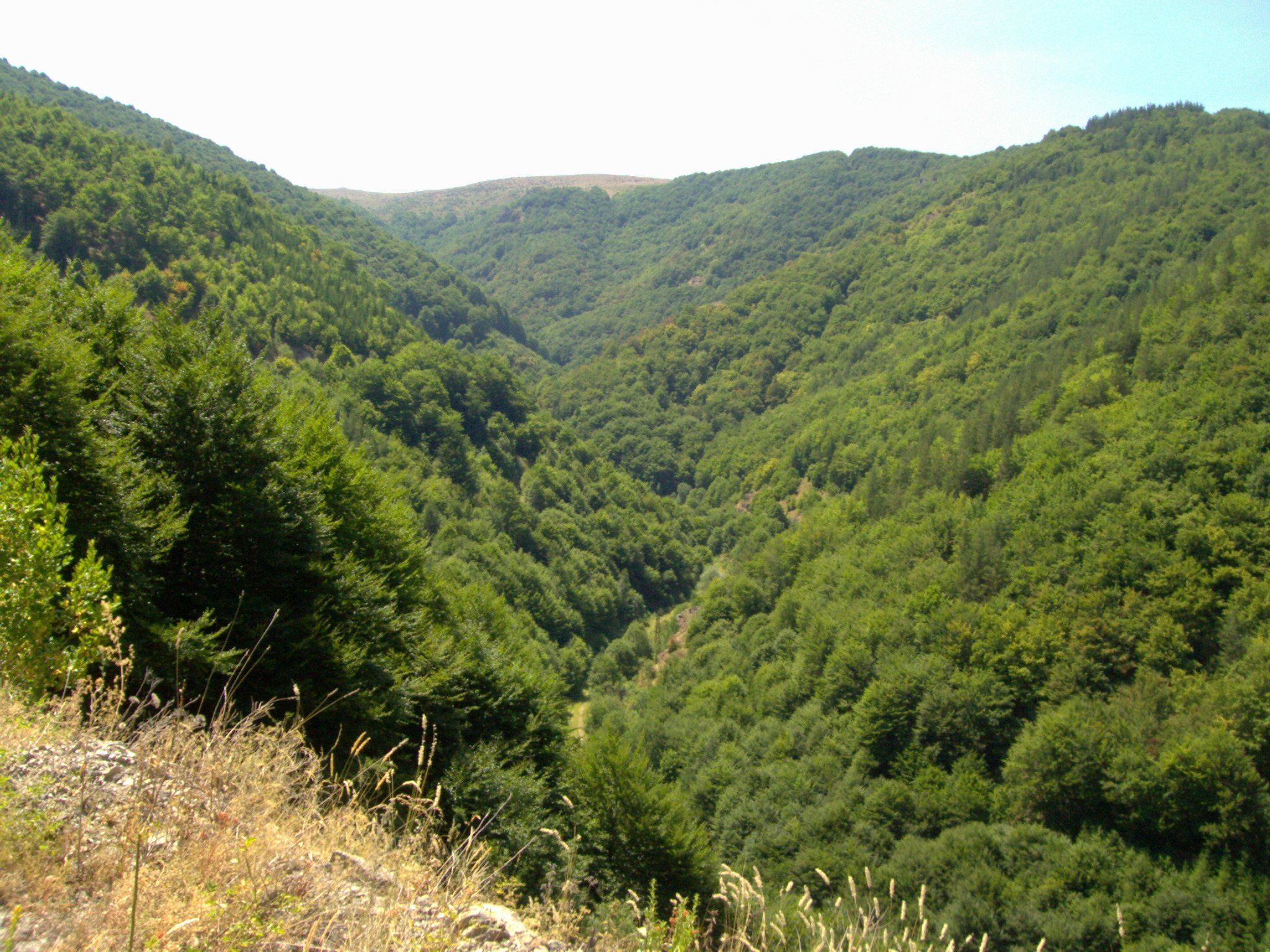

奧索戈沃山脈是歐洲南部的山脈，橫跨保加利亞西南部和馬其頓東北部，長110公里、寬50公里，最高點海拔高度2,251米，該地區長滿落葉植物和松柏。